# ستار البامبو

ستار البامبو عام 1959. يعبر عن الستار باللون الأسود مع ملاحظة أن في ذلك الوقت كانت لاوس حليفةً للولايات المتحدة حيث لم يسيطر الباثيت لاو على البلاد حتى 1975. أيضًا لم يتوحد الشمال والجنوب الفيتنامي بعد. كذلك تعرض حدود الدول السوفيتية غير المستقلة وقتها للتوضيح.

ستار البامبو هو حد سياسي في الحرب الباردة بين الدول الشيوعية في شرق آسيا خصوصًا الصين وبين الدول الرأسمالية وغير الشيوعية في شرق وجنوب وجنوب شرق آسيا.